# Malmesbury

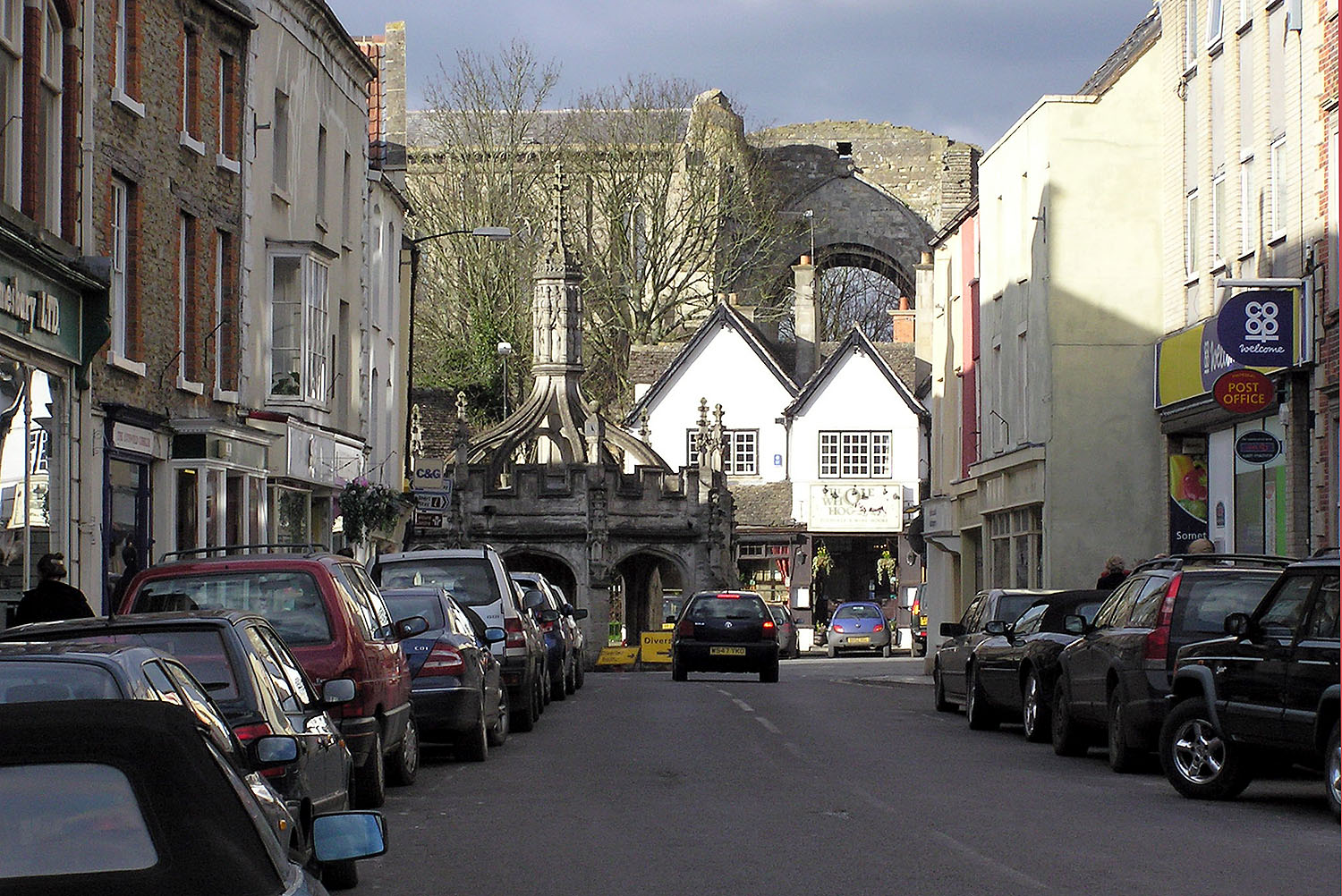
Huvudgatan i Malmesbury.

Malmesbury (engelskt uttal: [ˈmɑː(l)mzbəri]) är en småstad och civil parish i grevskapet Wiltshire i södra England. Staden ligger i enhetskommunen Wiltshire vid floden Bristol Avon, cirka 22 kilometer väster om Swindon. Tätorten (built-up area) hade 7 181 invånare vid folkräkningen år 2021. Malmesbury nämndes i Domedagsboken (Domesday Book) år 1086, och kallades då Ma(l)mesberie.
I Malmesbury ligger klostret Malmesbury Abbey där Englands första kung, Athelstan, ligger begravd.